# Nippon Steel
Nippon Steel (日本製鐵株式會社, Nippon Seiteu) (TYO: 5401) é uma empresa de aço com sede em Chiyoda, Tóquio, formada em 1950 no Japão.